# 刀嘴海雀
刀嘴海雀（學名：Alca torda）是鴴形目海雀科海雀屬下唯一的現存鳥類。這種鳥類主要分佈於整個大西洋北邊，從自西側的美國、加拿大到格陵蘭島，至東側的冰島、英國、愛爾蘭到其他歐洲大陸國家及俄羅斯均有所分佈，而大多分佈於冰島及英國，是一種會定期遷徙的海鳥。:711:69牠們以毛鱗魚、玉筋魚、大西洋鱈、大西洋鯡及鶴鱵為主食，並也食用一些甲殼動物。:711目前有兩種亞種，主要區別在體型的大小。
刀嘴海雀全身黑白。其最主要的特徵在於其標誌性的窄長鳥喙，上面會帶著兩條斷裂的白線，口腔內是鮮亮的黃色，是與同樣顏色黑白的其他海雀科物種在陸上區分時的特點之一。:711夏季時，成鳥會在陡峭的懸崖邊產卵繁殖，此時在其臉上會具有一條連結眼睛及鳥喙基部的白色長線。而冬季時，牠們會集體南下至溫暖的水域並多在海洋上渡過冬季，而臉上的白線會隨著繁殖期後的換羽逐漸消失，脖子周圍也具有較為大片的白色區塊。:407
這些鳥類为群居鸟类，繁殖時採一夫一妻制，会形成庞大的繁殖群落。:159每對刀嘴海雀在每一次繁殖中絕大多數只產下一枚蛋，孵化時間平均為35—37天，由雙親輪班孵蛋。:711而幼鳥孵化後第17—19天時，就能在尚未學會飛行之前與親代一同下水，以聲音與親代溝通。:711離巢後的幼鳥在2—3歲前都會獨自生活，而4—5歲時達性成熟並再哺育下一個新的世代。:690
這种海雀科與已經滅絕的大海雀親緣关系最接近的现存物种。現其數量估計約有76.3萬隻，在《國際自然保護聯盟瀕危物種紅色名錄》內屬無危物種，但仍曾遭遇過度捕獵、入侵種威脅、被漁網纏繞而亡及沾油之苦，導致總體數量一度下降而被列入近危物種過。雖然現在相較過去而言其總數有所上升，但仍需持續性的研究及保護。

## 物種命名與分類

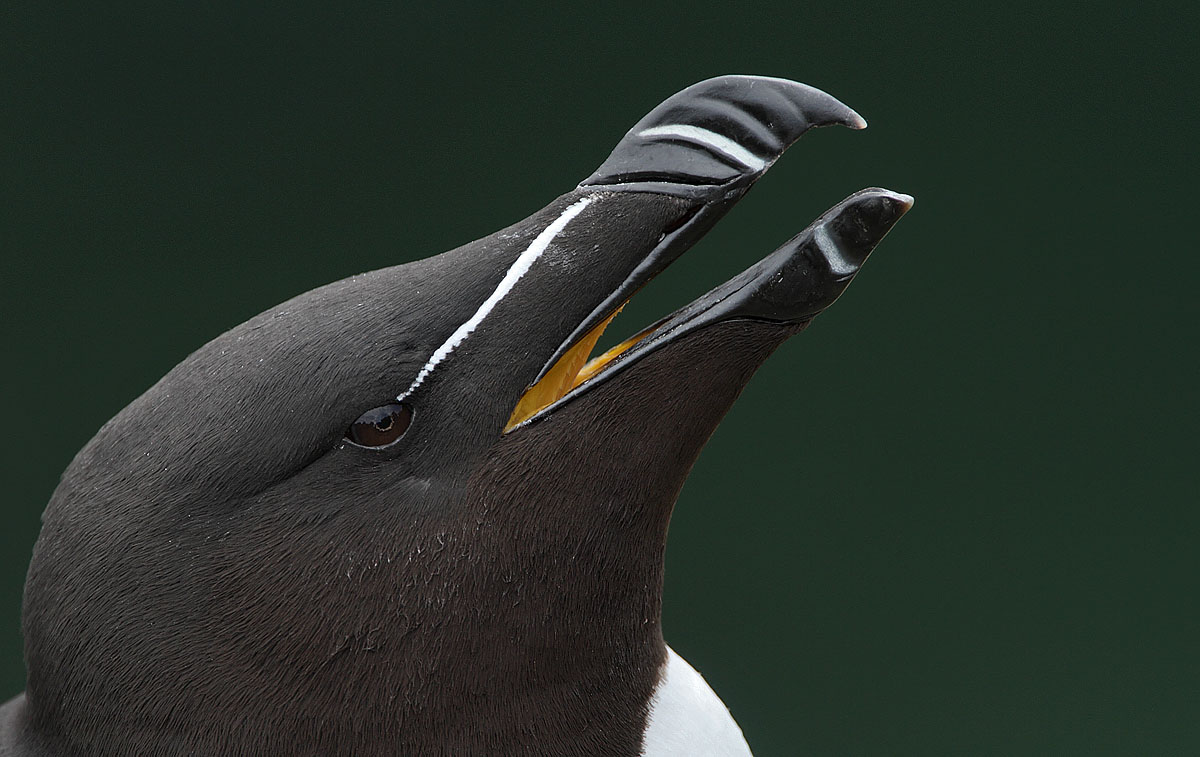
成鳥夏羽頭部特寫，攝於英國蘇格蘭五月島

在卡爾·林奈以二名法命名刀嘴海雀之前，牠們就已有的名字，此名稱可在阿圖瓦醫生卡罗卢斯·克卢修斯於1605年的著作，以及英國鳥類學家法蘭西斯·威盧比於1676年著作中看見。
至1758年，林奈於其《自然系統》第十版中首次賦予其二名法學名，該學名維持至今而未有變化。屬名源自於其分布范围内的挪威語一词，意为“海雀”。:40而種小名則來自挪威方言哥特蘭語的或，是林奈於1741年時在哥特蘭島上旅行過程中所蒐集到的稱呼。:388刀嘴海雀在挪威內陸地區也被稱作為或。:388其模式產地於「歐洲北部海洋」（Europae borealis oceano），一般認為是瑞典南部或是波羅的海上的一座小島Stora Karlsö。:711
自19世紀中葉起，與其關係最為接近的大海雀滅絕後，刀嘴海雀現存關係最接近的是海鴉屬的崖海鴉與厚嘴海鴉。由於刀嘴海雀與崖海鴉的繁殖地有所重疊，能觀察到兩者會有彼此有社交活動。在1996至2000年之間，甚至觀察到一隻同時擁有兩者特徵的混種雄性個體，混居於刀嘴海雀的群體中，並有嘗試與其他普通的刀嘴海雀競爭求偶的情形。
其英文名稱「Razorbill」得名於其鉤狀上喙的銳利邊緣及其扁平的側面，被認為是直式剃刀仍流行時所得到的稱呼。

### 亞種
刀嘴海雀目前有兩個亞種，分別是指名亞種及冰島亞種，兩者的差異主要在指名亞種的體型較大，但因兩者的分佈區域重疊，且仍不停發生兩個亞種被錯誤歸類至彼此亞種內的情形，至今仍有學者質疑其亞種分類的有效性。刀嘴海雀曾有被認定的第三個亞種，分佈於加拿大東部、格陵蘭西部、挪威到俄羅斯摩爾曼斯克之間，但其鑑別特徵「上喙具有額外凹槽」被發現是成鳥在年齡增長後會出現的普遍特徵，故現不被承認為有效的亞種之一。:711
- 指名亞種（A. t. torda）：主要分佈於加拿大東北部的哈德遜灣、巴芬島至緬因灣之間，格陵蘭島東南部至斯堪的納維亞半島、波羅的海和白海一帶。其翼長大約比冰島亞種還長約1.2公分。[8]
- 冰島亞種（A. t. islandica）：主要分佈於冰島、法羅群島、英國的海峡群岛、法國西北部和德國北部的黑尔戈兰岛。其中亞種名指的是冰島。[18]:208由德國鳥類學家克里斯蒂安·路德維希·布雷姆（英语：Christian Ludwig Brehm）首次於1831年作為獨立物種描述，而後被併入為亞種。[3][23]

這兩種亞種的體型差距被認為是伯格曼法則的一種實際體現，即緯度越高的個體體型越大；而在考慮鳥喙及翼長的兩者比例時，則也符合了艾伦法则。其體型大小的生態或地理梯度並不非常明顯，其中加拿大的個體是最小的，格陵蘭的則是最大的，而瑞典的則介於兩者當中。:24

## 形態描述

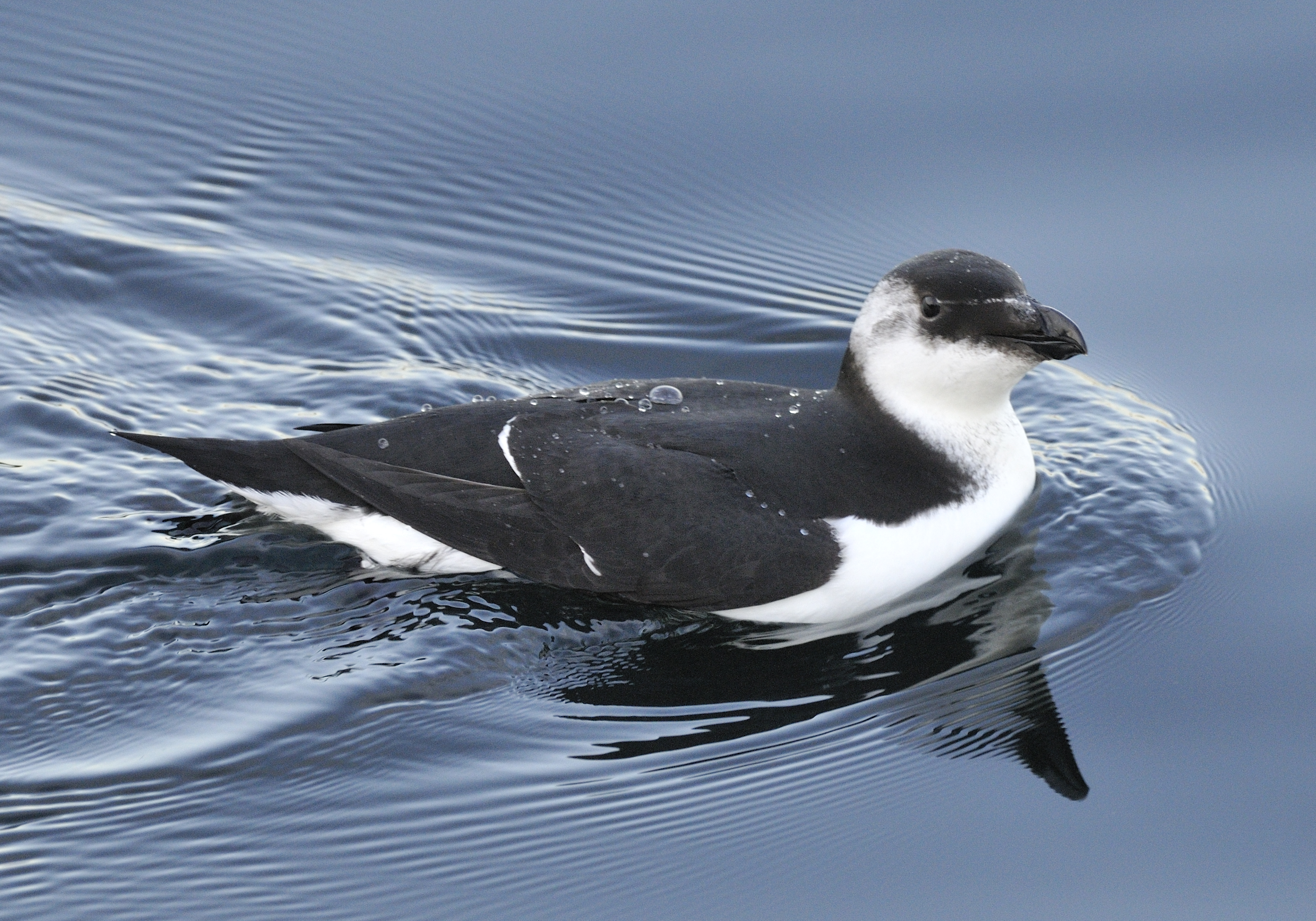
刀嘴海雀的冬羽，注意其頸部白色區塊較大，且開始失去了臉上的白線，攝於美國麻薩諸塞州普羅威斯頓

刀嘴海雀的體長平均約43公分，體重約524—890公克（平均726.4公克）。:711鳥喙寬平均9.2公釐、深20.3—27.7公釐（平均23.1公釐）；翼展60—69公分（平均62公分）、翼長19.0—22.1公分（平均20.9公分）；跗蹠平均長32.4公釐；尾長平均9.5公分。其平均壽命為13—20年，但目前已知年紀最長的是一隻在1967—1968年孵化的個體，牠在2008—2009年時在英國巴德西島被重新捕捉到，此時已距離其繫放時間達41年之久。
刀嘴海雀的頭部較崖海鴉來的大，在夏季時，臉上會有白色的線條由鳥喙基部延伸至深褐色的眼睛附近。:711该鸟鸟喙为黑色，呈刀形或近長方形，相對於其他海雀來說較窄，舌頭也高度角化而硬，可將獵物壓在均勻分佈的小型牙齒上，牢牢將用力掙扎的大魚固定在喙中。:680, 686, 711该鸟鸟喙帶有凹槽或脊狀突起，有相當明顯的兩條斷裂白線。:711這些突起會隨著刀嘴海雀的年紀增長而增加。:711其口腔內部为黃色。
這種鳥類相較其他海雀而言頸部較短，體圓胖，翅膀較狹長。夏季時頭、頸和背上的羽毛是善良的黑色，初級飛羽基部為褐色，而次級飛羽末端长白色，形成一條明顯的白色後緣；剩下的下半身羽毛全為白色。中央尾羽比較尖而長，在其他海雀中較為顯眼。冬季時，其臉上明顯的白色條紋會消失，而背部的羽毛會轉為暗褐色，下巴、喉嚨和頭側則為大片白色。
黑灰色的腿部位於身體較為後方的位置上（但未如鸊鷉科鳥類那樣後面），以其跗骨觸地行走。:680, 711這種位置有利於在海面上游泳推進，但也因此在地面上不好移動，只能搖搖擺擺地行走，是海雀科內行動較受限的物種之一，也導致身體立起時更為直立。:680其腳爪黑色，並帶有蹼，也有利於水中移動。:711

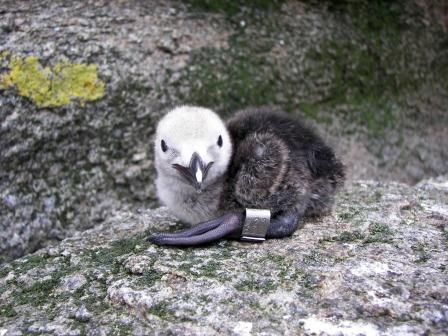
被繫放的刀嘴海雀幼鳥，攝於加拿大鰹鳥群島生態保護區

未成年個體的上半身較偏暗棕色，其餘部分則為白色，類似於成鳥的冬羽型態。:711在第一年冬季的個體，其鳥喙的厚度明顯小於成鳥，且喙全黑。剛孵化的雛鳥覆蓋著短而厚的灰褐至暗褐色的絨毛，但頭部和胸部的顏色較其他地方的羽毛較為明亮，通常帶白色頭紋，而頭、頸處會帶有深棕色斑點，並有著相對體型而言相當大的腳部，通常約50—80公克重（平均60公克）重，體長15公分。:705, 711
成鳥與崖海鴉長相相似，但前者的體型較小、顏色較深而尾巴較長。且兩者集中分佈的地點有部分差異：刀嘴海雀主要集中在北海，而崖海鴉則遍布蘇格蘭北部及其沿海水域、挪威和巴倫支海上。且崖海鴉在眼睛後方有一條明顯的條紋，刀嘴海雀則無。

### 換羽
在8—10月的秋季期間，成鳥會進行初級和次級飛羽的汰換，這個過程持續4—6週，結果將使牠們在此期間失去飛行能力。到了在1—4月時，牠們會開始更換為夏羽，不過這通常只涉及頭頸和一小部分的身體羽毛，以做好繁殖的準備。

## 分佈及遷徙

### 分佈區域
刀嘴海雀廣泛分佈於格陵蘭島、冰島、英屬海外島嶼、斯堪的納維亞半島、法國西北部和俄羅斯西北部的白海、加拿大東北部至緬因灣的大西洋區域。在西大西洋區，從美國紐約州的長島一直向南到偶爾出現在南卡羅來納州和佛羅里達州及西格陵蘭。:711:69在東大西洋地區，從挪威南部、波羅的海到地中海西部，包含法國西北部、英國、丹麥、瑞典和俄羅斯西北部一直向北延伸至挪威熊島、揚馬延和冰島。:711:69
其總體的遷徙方向在東西大西洋兩側都是向南遷，拉布拉多和格陵蘭的個體會朝紐芬蘭島及更南側；而巴倫支海和白海的則向斯卡格拉克海峽；愛爾蘭海的則到比斯開灣和西地中海；而英國附近的則會去挪威西南部和北海附近過冬。:407

#### 冰島

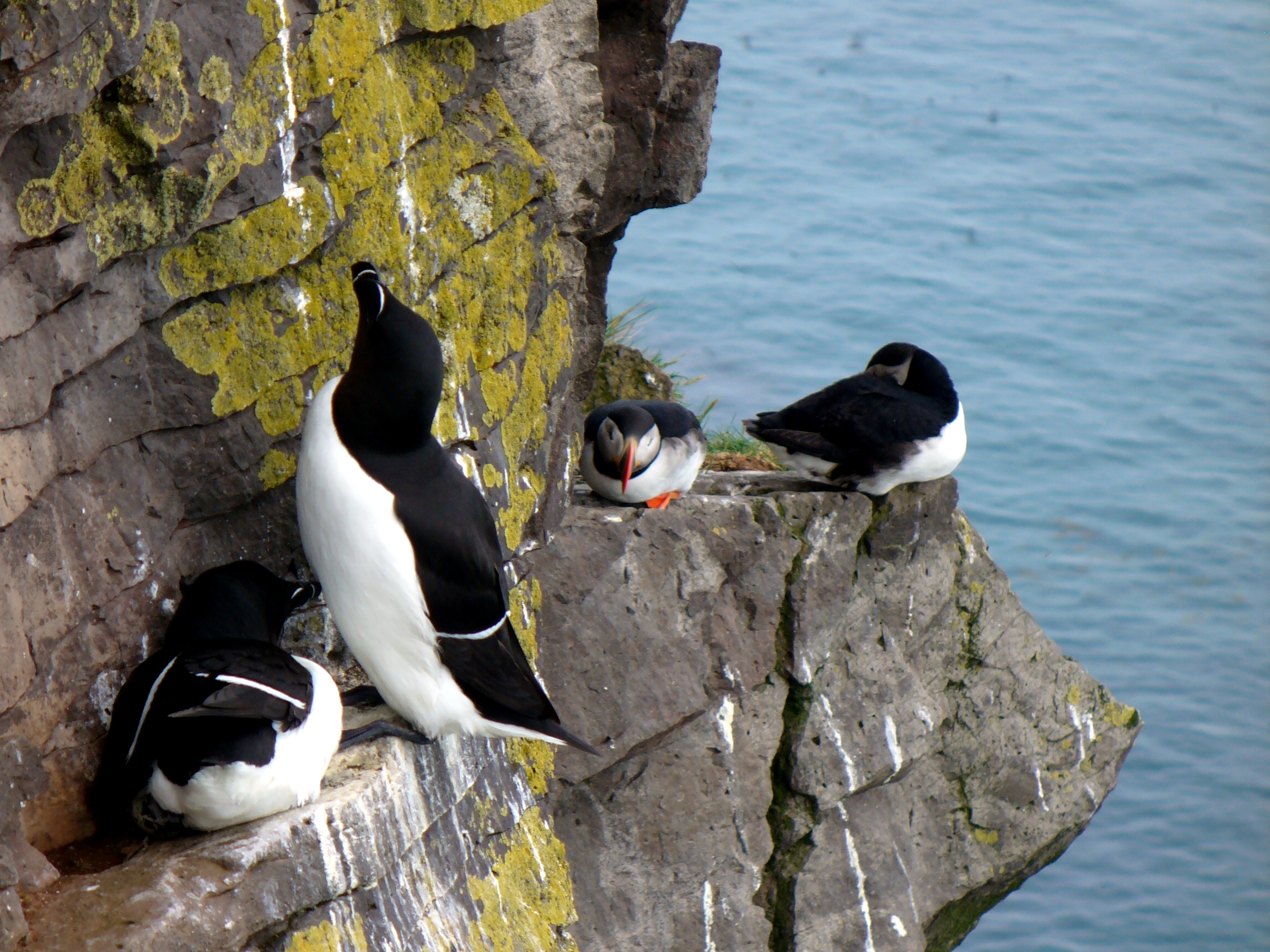
刀嘴海雀與北極海鸚，攝於冰島Látrabjarg海角

冰島是擁有最多刀嘴海雀的國家，在1970至1980年代間曾一度有70％的刀嘴海雀在該地繁殖。:711在1995年的統計中，冰島有23萬隻刀嘴海雀。在2021年的調查中，仍擁有約41％數量，約17.9萬至47萬隻個體。
牠們會與崖海鴉與厚嘴海鴉在當地混居，並分佈於鄰近北極圈的南側水域上。:69
在冬季期間，95％的刀嘴海雀都會移動到冰島過冬，此時數量可達50萬至100萬隻。

#### 英國與愛爾蘭
擁有次多刀嘴海雀的國家是英國和愛爾蘭，之前約分佈了20％的刀嘴海雀，約14.5萬對：其中約59％於蘇格蘭繁殖，34％在愛爾蘭，英格蘭和威爾斯則各有3％。:75-761985—1987年間，英國和愛爾蘭的總數約為18萬隻，其中5％多一些（約9600隻）在威爾斯繁殖，而在1963的調查中顯示威爾斯最大型的繁殖地斯科默島約有2100對。而2021年的估計中，英國有約14.9萬至37.5萬隻個體，佔整體32％左右；而愛爾蘭則有3.3萬隻，約占4％。
牠們大部分聚集於蘇格蘭和愛爾蘭的海岸線上；並少量分佈在英格蘭的西北部、東北部、海峡群岛以及愛爾蘭的東海岸邊。而英格蘭的東南側則未有分佈。:75-76在英國威爾斯，有部分是在西部海岸是常年居住的鳥類。而最大的繁殖地是在斯科默島上，約有一半的分佈於威爾斯的刀嘴海雀都在該地。
而冬季時，來自英國及愛爾蘭的個體有一些個體會留下，而另一些則會前往愛爾蘭海南部至比斯開灣以及葡萄牙北部過冬。有一些會移動到摩洛哥及地中海內，並也有一些會移動到丹麥及北海。

#### 其他東大西洋地區
其他國家則較少有刀嘴海雀分佈，1970至1980年代間的調查中，東大西洋約有7％的個體。:711
瑞典及挪威則分別在2021年的調查中佔有9％及7％的數量（估計約6至8萬隻及5.5萬隻）。挪威的揚馬延島及熊島上也有少量分佈。:74-78丹麥的刀嘴海雀主要分佈於法罗群岛上，1970至1980年代間的調查中約有3000隻；但其本土也有少數分佈。:74-75格陵蘭島上的刀嘴海雀數量稀少，分佈於西海岸的梅爾維爾灣至卡科爾托克一帶，在東側及最南側未有分佈。:712021年則有大約5000隻。
其他在繁殖季內有所分佈的地方包含法國布列塔尼大區、德國黑尔戈兰岛、俄羅斯科拉半岛、白海及巴倫支海。:76-78
而冬季過冬區則包含德國、波蘭、西班牙、立陶宛、拉脫維亞等地。在義大利，牠們會定期在冬季拜訪，但數量通常不多也非繁殖區，僅某些年份會在普利亚大区或托斯卡纳大区會有大批個體出沒於海岸邊，而最近一次是在2022年底在西部及南部海岸及馬爾他島附近大量出現。

#### 西大西洋地區

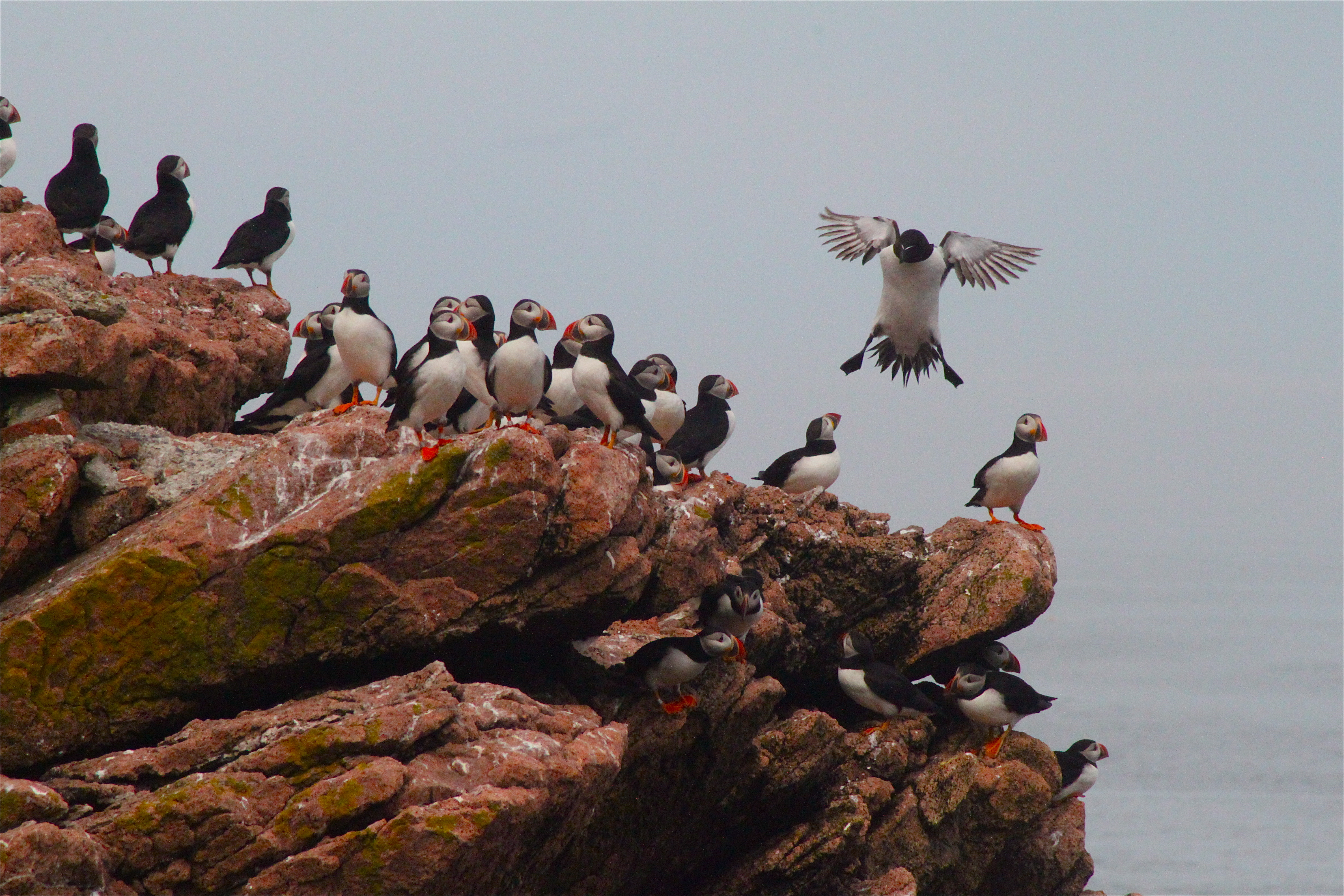
刀嘴海雀正降落於一群北極海鸚之間，攝於美國緬因州沿海島嶼國家野生動物保護區

1970至1980年代間的調查中顯示西大西洋地區約有3％的數量，約1.5萬對。:711於2020年的估計中約有總體數量的7％。主要分佈於加拿大東岸及美國緬因州海岸邊。:70-71其中10,000對繁殖在拉布拉多，3500對在聖羅倫斯灣及其河口，800對在紐芬蘭島東部，300對在芬迪灣的海床附近，並有極少量在哈得逊海峡地區。:71而最大的繁殖區在加拿大鰹鳥群島上。:71
冬季時，牠們會集體南下過冬，如芬迪灣跟緬因灣，通常南至紐約長島。有時候則能在佛羅里達州以南出現。

### 棲息環境
刀嘴海雀主要棲息在靠近海岸的海洋地帶。相對於侏海雀，刀嘴海雀並不特別偏好冰水，而是更常出現在8月的水溫介於攝氏5—20°C之間的地區，通常位於北緯73—43度之間（較新的數據顯示則顯示在北緯62—43度），且偏好鹽分超過34‰的海域。:69牠們會在陡峭的崖壁和岩石所形成的離岸島嶼上築巢繁殖，而在冬季則會遷移到遠離繁殖區域的海洋上越冬。在覓食時，這種海雀最遠可能前往大陸棚邊緣地帶，但相較於崖海鴉，距離陸地更近。

## 習性

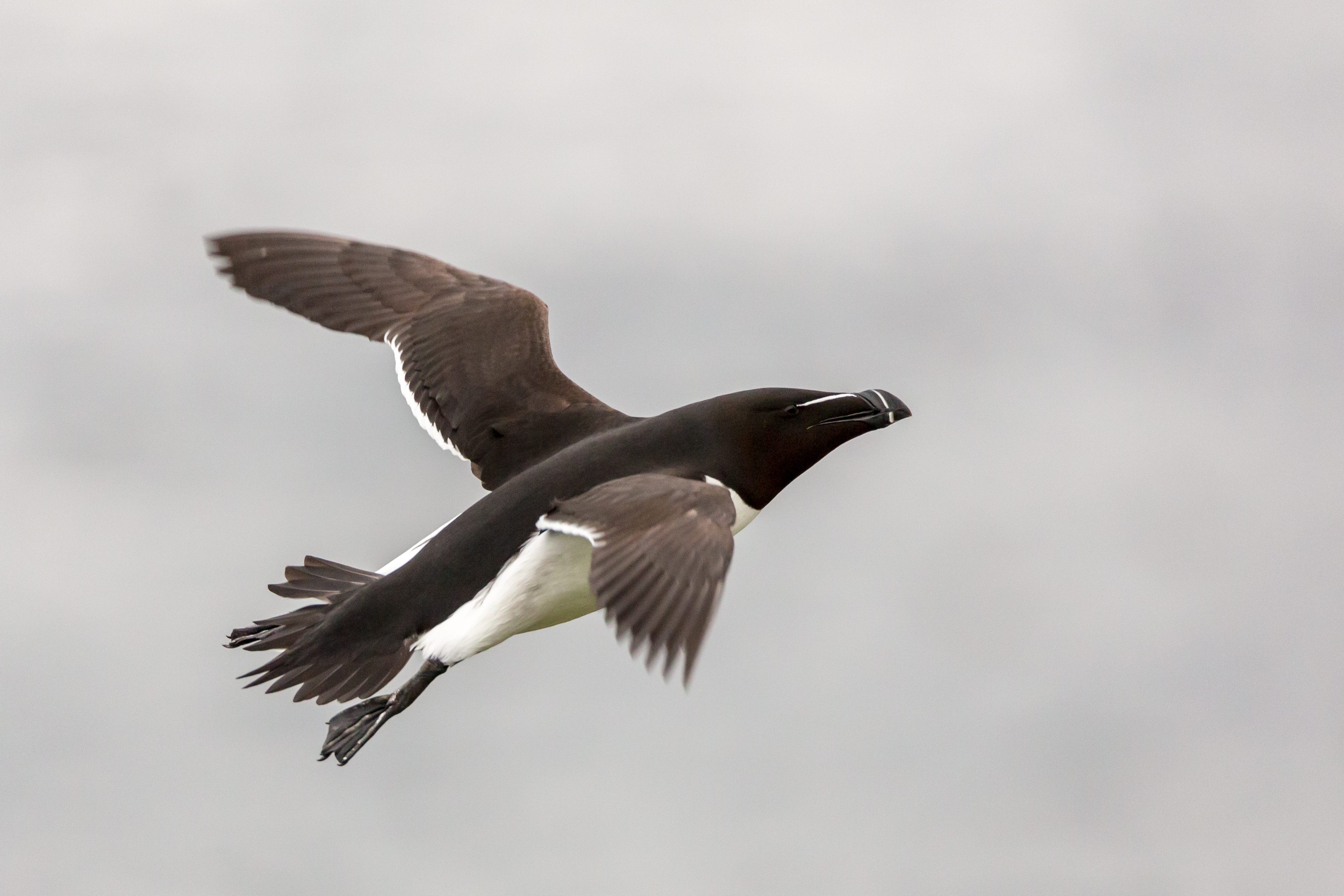
飛行中的刀嘴海雀

刀嘴海雀在潛水方面的能手，潛水時通常以V字型向下潛至最深處，然後開始上浮，期間會連續不斷地頭上頭下移動。潛水時間通常不超過60秒，平均深度約在10—15公尺之間，最深可達到120公尺。:711
在飛行時，這些鳥類會從懸崖上起飛，緩慢地拍打翅膀，然後滑翔到海平面上。在海面上，牠們會快速地拍打翅膀，尾巴和腳向後伸展，以增加飛行時的升力，這時拍打翅膀會伴隨著颼颼的聲音。根據觀察，最快的飛行速度可以達到每小時86公里。:303需要在窄小的懸崖上急停時，牠們會同時展開腳、翅膀和尾巴，以減緩速度。
刀嘴海雀同時也極具社交性，大部分時間棲息在巢穴附近與來自兩三個群體的刀嘴海雀聚集在一起，利用擊喙和顫動喙的方式進行社交。相互梳理對方頭、頸和胸部羽毛的行為非常常見，這種行為可以持續6—7分鐘。

### 食性

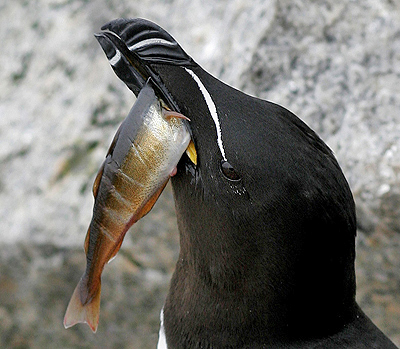
刀嘴海雀叼魚的方式通常是將魚橫置於口中的

刀嘴海雀主要以魚類、甲殼動物及海洋蠕蟲為食。:711牠們偏好捕獵介於30—40公克的魚，最大記錄達100—150公克。:688獵物的長度通常不超過12公分，但在冬季時可能會捕食長達25公分的細長尖嘴針魚。:302覓食範圍通常不超過離繁殖地15公里。:711在圈養的情況下，成鳥每日進食量相當於體重的25％。:302
食物的組成比例會因季節和地點而異，例如在加拿大拉布拉多的刀嘴海雀主要以毛鱗魚為食，而在繁殖季期間則轉為食用床杜父魚及磷蝦。在摩爾曼斯克，則是大西洋鱈、大西洋鯡、玉筋魚及毛鱗魚，並偶爾攝取甲殼動物跟多毛綱動物。在白海地區，主食是玉筋魚，並輔以一些毛鱗魚及大西洋鯡。:711冬季時的選擇則較為多元，波羅的海地區的刀嘴海雀主要食用鯡魚、鱸魚、尖嘴針魚、鱈魚及占比達20％的甲殼類。在紐芬蘭地區，甲殼類則成為了主食。:711此外也觀察到刀嘴海雀會食用沙丁魚、黍鯡及棘背魚等其他魚類。:301
在捕食時，刀嘴海雀大部分時間都在水中捕食魚類，但也有記錄顯示也會在空中或水下盜食寄生北極海鸚的食物。若在空中飛行時，這種鳥類也能自空中俯衝入水捕食以捕獲那些聚集成群的魚類。如果需要攜帶魚類回巢，牠們也夠如同一些海鷗將魚橫置在嘴中帶回巢穴。:711根據記錄，一隻刀嘴海雀最多可以一次攜帶20條玉筋魚回巢。:711
成鳥投餵幼鳥時也會具有地區性的差異：西格陵蘭的幼鳥只食用毛鱗魚；西大西洋的則主要吃玉筋魚，並輔以綿䲁、大西洋鯡及鱈魚；愛爾蘭海附近的以小鰮及一些幼年鯡魚為食；而波羅的海的幼鳥則是小鰮、鯡魚、玉筋魚都吃。:302成鳥平均每天投餵一隻幼鳥達4.7次，並集中於黎明時段。:303

### 繁殖

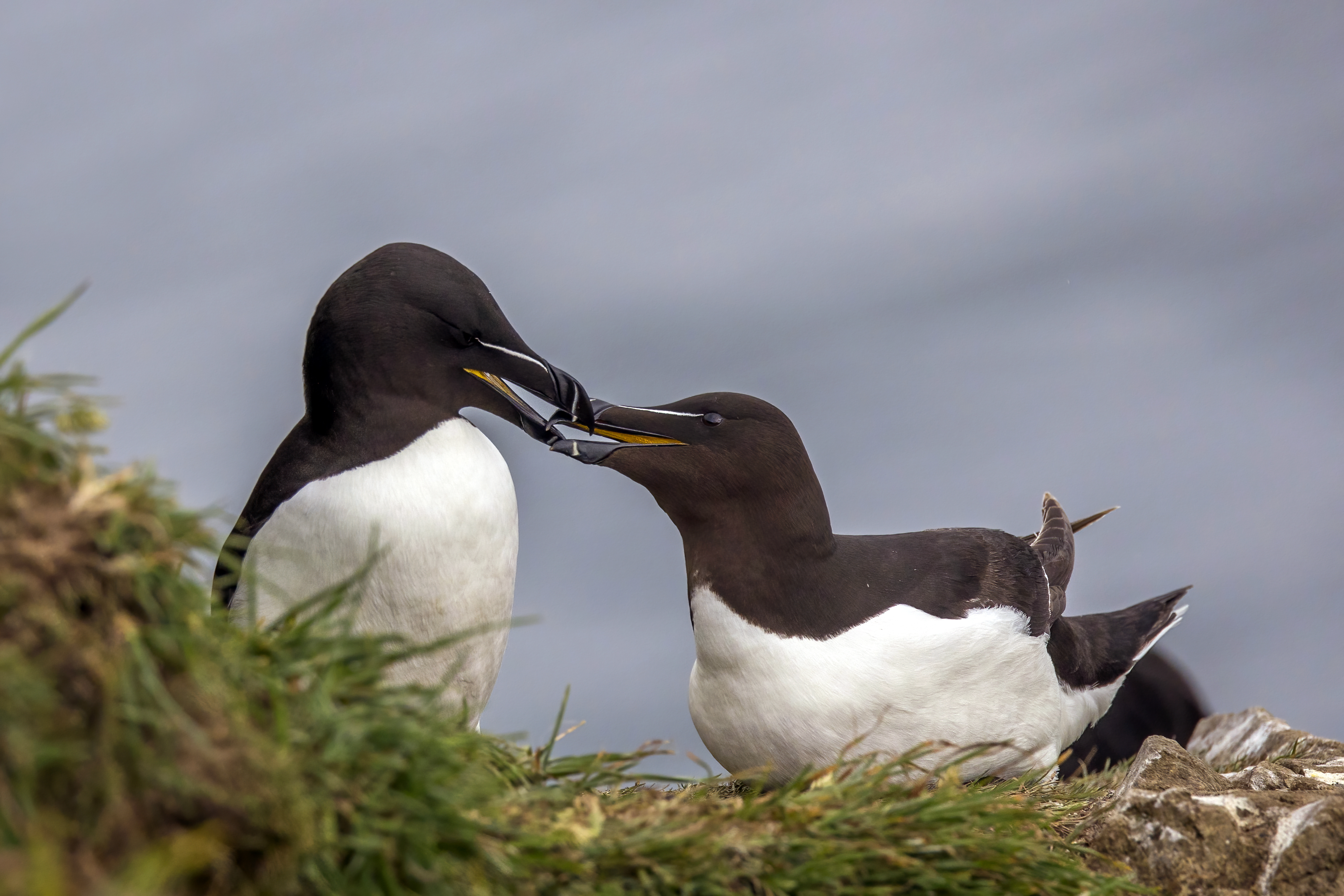
一對刀嘴海雀，攝於英國威爾斯斯科默島

在進入繁殖季節前，刀嘴海雀就會先一步返回繁殖地區並形成群體，而雄鳥也會開始做出部分展示行為宣示。:158繁殖季的開始時間受緯度影響有相當大的差異。:711在英國，其繁殖季在3月下旬至7月初，其中威爾斯在5月初起、摩爾曼斯克6月初開始。:711而加拿大拉不拉多則在6月中下旬時開始。:711但繁殖季的時長則與緯度無關，而是取決於當地的表面水溫。:711
這種鳥類是相當忠誠的一夫一妻制鳥類，95％的伴侶更換發生在先前的伴侶因故死亡之後。:159牠們也固守於特定繁殖地內，每年的繁殖季常返回到相同的地點上再次繁殖，這些地點的所有權通常歸雄鳥擁有。:711:159刀嘴海雀以數對在數百對不等的數量行群體繁殖，在某些情況下則可多達數千對。:711牠們會與其他物種共享繁殖地，但不同的地形偏好會使這些物種分開利用不同地方。:711
交配前，牠們會在水面上行求偶展示，雄鳥會在共游的階段中舉高鳥喙、搖頭以刺激其他雌鳥，並大力拍打翅膀，也會跟雌鳥一起互相擊打彼此的鳥喙跟互相梳理羽毛。雄鳥顯露的尾下覆羽也是一種刺激雌鳥繁殖的訊號。此時，雄鳥對於其他接近伴侶的個體特別敏感，會發出低吼聲，同時張開嘴巴以其黃色口腔警告。若接近者無視此警告，雄鳥就會張開頭羽，扇動翅膀並且用鳥喙攻擊或直接衝撞入侵者。這些行為需要在建立穩固伴侶關係後才可能在陸地上出現。
交配通常只在陸地上發生。交配時，雌鳥會抬起其長而堅硬的尾巴，雄鳥必須將自己的尾巴放在雌性尾部下方才能進行交配。若此時雌性不願意交配，則會將壓下尾巴，而雄性也無法強制交配。交配通常發生在產卵前的2—3周內，會每天發生3—4次，但產卵後通常不再發生。而最多在一個月內可能會發生80次交配行為。
刀嘴海雀的巢穴會挑選在裸露的岩架、岩壁凹處、大型岩石的縫隙或石頭下面等隱蔽的地方，以降低被掠食者侵害的風險。:705, 711在大西洋兩側，建構巢穴的方式會有所不同：在英國的刀嘴海雀幾乎不使用任何巢材，但在加拿大的個體則多用一些草根建築，並有明顯的砂礫堆積。牠們也可能會使用一些小石子、乾燥的排泄物、地衣或其他植物碎片作為巢材。:158產卵時間因氣候差異會有變化，通常春天越早的地區則越早產卵。每次通常只產一枚蛋，但在極少數情況下會一次產下兩枚。若第一枚蛋繁殖失敗，則平均在14天後就有可能會再產下第二枚蛋。:160

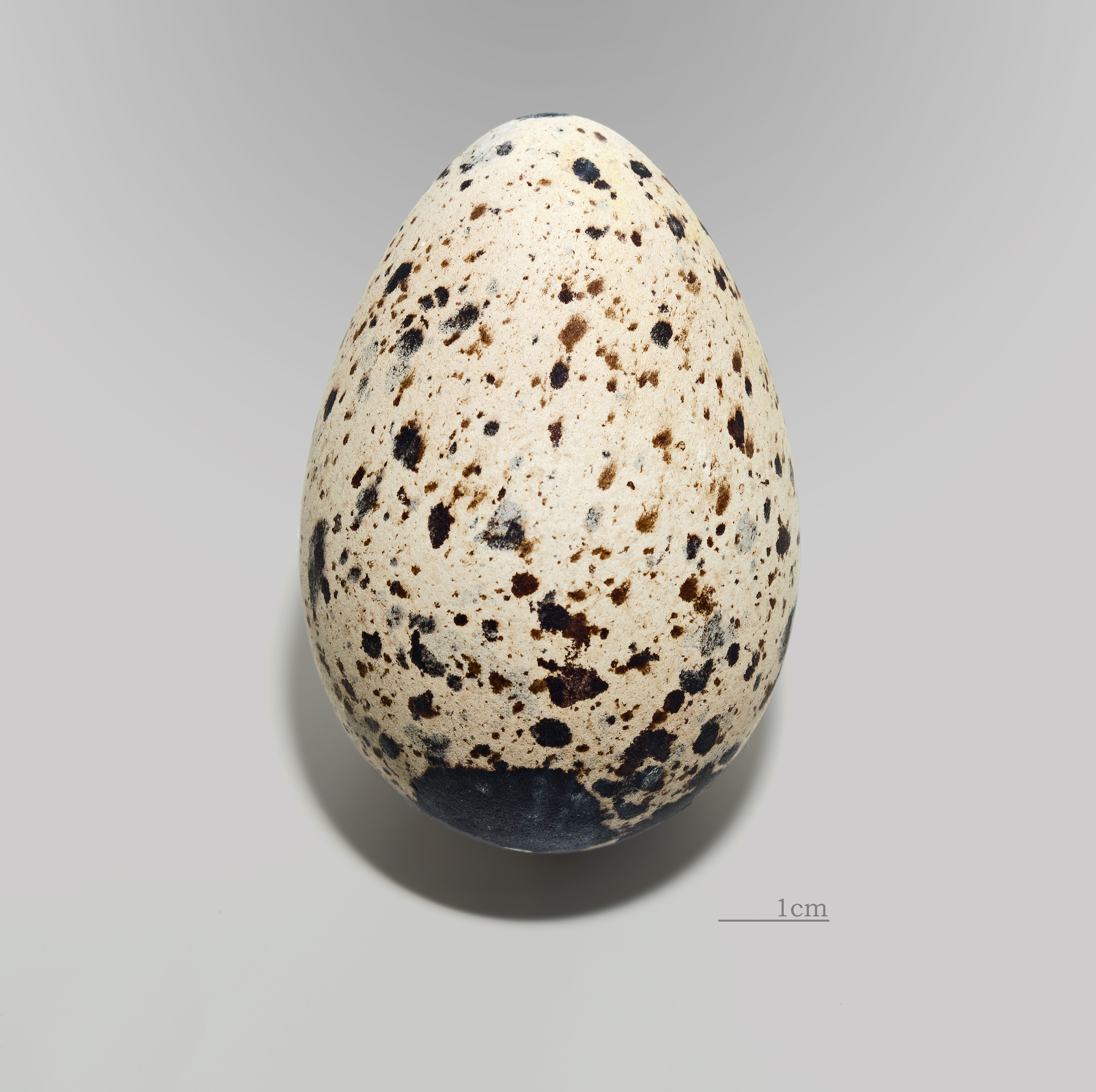
刀嘴海雀的蛋

蛋的表面多孔且不光滑，略帶粗糙的觸感，通常呈白底帶各種紅棕色至黑色的斑點、小斑紋、帶狀斑紋。底色也有可能是奶油色、黃褐色，甚至極淡的藍色，有時出現全黑或深棕色的情況。:159平均大小為長7.31公分、寬4.69公分，重量約90公克。指名亞種的蛋可能會略大，但重量相近。雙親似乎能辨認自己蛋上的花紋，但這一點仍有所爭議。:159
孵化時間平均為35—37天，雙親輪流孵化，每隔12—24小時換班一次。:711每隻成鳥腹下都具有兩個孵卵斑，接近翅膀下方。:160換班時，雄鳥會輕啄雌鳥頸部示意。
孵化後，雛鳥會輕敲雙親喙上的白色條紋以乞求食物。大約經過17—19天的育雛期後，尚未具備飛行能力的雛鳥就會跟隨群體下水。:711通常這些幼鳥初次下水的時間會選在光線較昏暗的傍晚，在接近極圈的地方則多在夜間下水，這時擔有主要養育責任親代雄性會陪伴這些剛下水的小鳥。:161換羽後，幼鳥會再被雙親照顧約三週才會開始獨自生活。:711這些亞成鳥會在群體外獨自生活到2—3歲後才重新加入群體，並4—5歲時達性成熟。:690
通常產卵時間越早，繁殖成功率就會越高，而這些較早繁殖的個體通常是經驗豐富的老鳥。:164大致上會有62—85％的蛋能孵化成雛鳥（平均70％），而這些雛鳥能成長為可繁殖成鳥的存活率是16—33％，而成鳥存活率是89—95％。:690, 711

### 叫聲
所有海雀科下的物種都有相當的社交性，並發展出了良好的聲音溝通模式。然而對刀嘴海雀的聲音研究目前仍尚不完整。這種鳥類通常保持無聲，在繁殖地中與其他海鴉不同，不會有吵雜的背景聲音。但是在海上時，則會利用類似低沉吼聲的聲音彼此溝通，這種聲音被形容是「嘶啞而粗糙」的，如「goarrr」。牠們的警報聲呈現為一系列節奏明快的短促咆哮，同時也有記錄到四種與交配相關的叫聲，以及在欣喜和誘餌時產生的不同聲音等。這些叫聲的頻率相當廣泛，約落在0.5—1.7kHz左右，而在合唱時則會落在2.4kHz左右。
幼鳥也具有自己的叫聲，通常對成鳥發出一連串「dui、dui、dui」或「plee-u」的聲音，用以表達有所需求（例如需要保暖等），而在緊張時則更為強烈且大聲。不同的幼鳥有著各自些微不同的需求叫聲，這有助於親代區分是否是自己的幼鳥需要幫助。成鳥在幼鳥孵化後的10天內就有能力辨識自己幼鳥的叫聲。在一項測試中，相較於對陌生雄性的叫聲，幼鳥對於餵養自己的雄性親代的叫聲反應較大；但在雌性親代的叫聲中並未發現相同的現象。

## 天敵與威脅

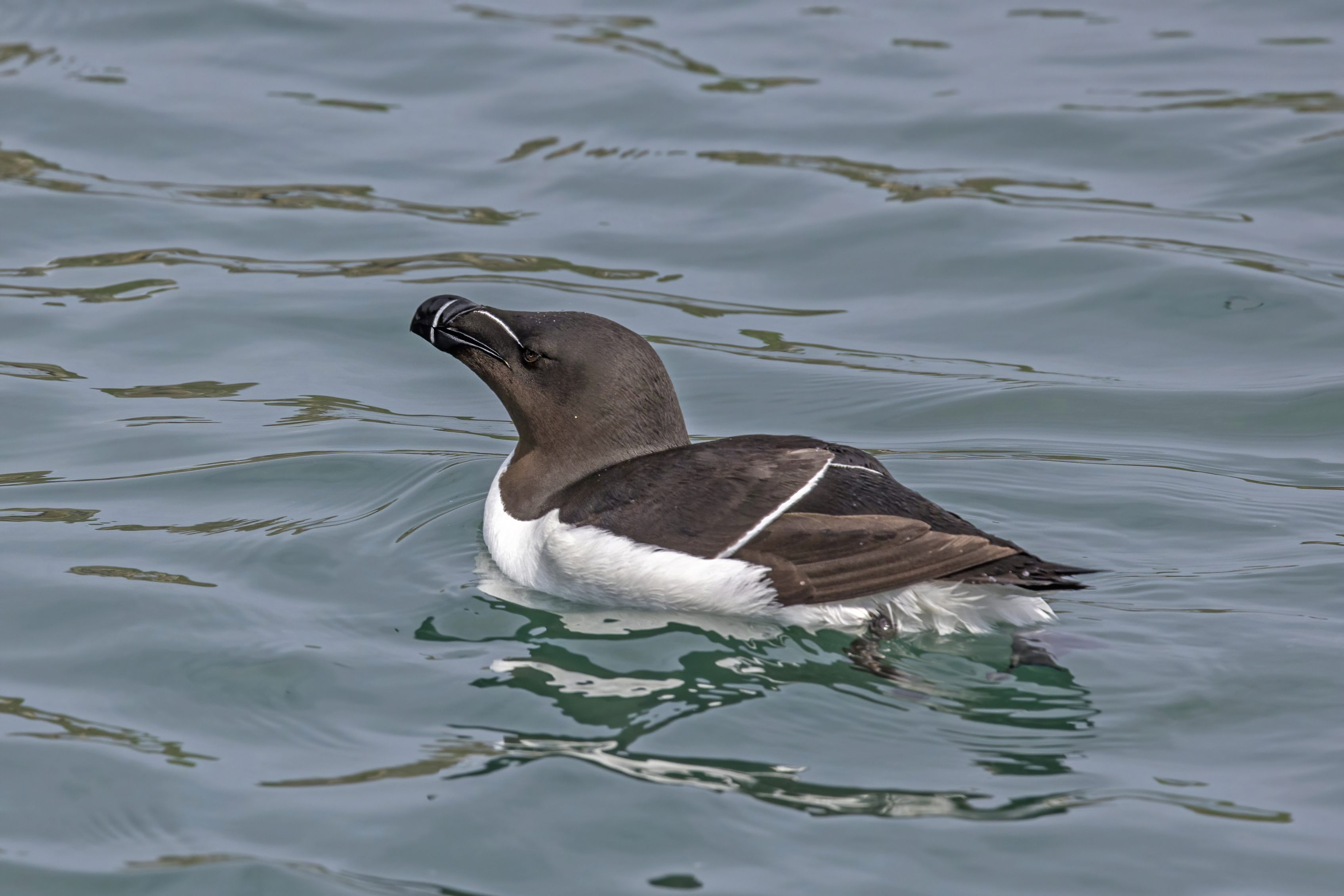
游水中的刀嘴海雀，攝於英國威爾斯斯科默島

### 氣候變化與食物短缺
傳統理論認為「長壽物種的存活率較不易受到氣候變化」，但刀嘴海雀被發現可能是相當容易受氣候變化影響的例外之一。例如在加拿大鰹鳥群島上的個體，其存活率與拉布拉多洋流的流速呈負相關。而持續性的海平面上升也會導致其部分繁殖區域被淹沒。而Stora Karlsö也曾在1939—1942年間發生連續三年的寒冬，並導致刀嘴海雀在該島的數量自1萬至1.5萬對下降至2000至3000對。:77短時間內的極端天氣、強風及冬季暴風雨也被證實會妨礙成鳥覓食。例如2008年秋季時聖羅倫斯灣爆發的赤潮就造成部分成鳥死亡。
在各地的過度捕漁跟氣候的變化，也導致了食性較為專一的刀嘴海雀能食用的魚類資源減少。例如當玉筋魚於2000年代起在哈德遜灣內的科茨島附近消失時，刀嘴海雀也跟著從當地消失。2021年也發生數百隻包含了刀嘴海雀在內的瘦弱海鳥因不明原因死亡於英國北部海岸。而2022年，義大利海岸也出現了大量飢餓個體的情形。

### 被狩獵
刀嘴海雀的蛋會被北極狐、褐鼠、寒鸦、小嘴乌鸦及银鸥等鷗類掠食。因為其蛋脂肪含量較高，蛋黃比大多數陸地鳥類的更大而常被鎖定為目標。其未成年鳥的存活率相當程度受到其捕食的天敵所影響，例如在美國跟加拿大交界的馬柴厄斯海豹島的未成年鳥存活率有約77.8％，但在鰹鳥群島僅48.2％。
在紐芬蘭和拉布拉多，捕捉海鳥以作為食物和娛樂用途已經成為傳統，這也因此對其部分族群造成了威脅。牠們在過去曾被因紐特人用鳥鏢和網子捕獵，作為過冬時的食物保存。在冰島，每年約有2000至20萬隻刀嘴海雀被殺死（另一說至少18500—27500隻），其中有20%是盜獵，其他地方如紐芬蘭、格陵蘭、法羅群島和挪威都有零星的盜獵情形。在丹麥，沒有捕獵限制的狩獵活動在每年的10月1日至2月底之間進行，直到1978年才被禁止。:76法羅群島上也曾使用刀嘴海雀作為料理食用。
從17世紀到20世紀中葉期間，刀嘴海雀的蛋在英國社區中因其美味而受到高度重視。甚至在英國Coppergate的古遺址中發現了刀嘴海雀的骨骼，證明其貿易價值。

### 漁網捕撈
在過去十多年以來，魚網及定置網的存在被認為是全球海鳥的主要非自然死亡原因之一。當這些海鳥遭漁網纏住，就會因無法浮出水面而淹死在漁網裡。刀嘴海雀有著水下捕漁的習性，因此會遭到流刺網或流網意外困住，並已在北海及波羅的海發生數次案例。
2007年6—7月期間，在英國英格蘭法利外的海灣內就估計有約800隻海鳥因當地鮭魚及鱒魚漁業的漁網纏繞而死亡，其中85％是刀嘴海雀。而在紐芬蘭島，1981—1984年期間也因為漁網造成當地12.4％的個體死亡（約200隻）。在葡萄牙的研究調查中，2012年、2013年、2014年和2016年的1—4月間就蒐集到了646隻死亡的刀嘴海雀，其中83％有明確證據死於非法、未報告或不受規範的漁撈行為。另有未知數量被捕撈到的刀嘴海雀因此被上市銷售。

### 油汙及棲地干擾
油污染對部分刀嘴海雀的棲息地來說是最嚴重的威脅。油污會降低刀嘴海雀的覓食和飛行能力，並造成牠們不能進入某些覓食區域。幾乎每年冬天都會在英格蘭附近發現被油汙沾染的刀嘴海雀。例如在1930年的報紙中就提到有數百隻沾滿油污的刀嘴海雀，最終不得不被殺死。1967年，托里峽谷號油輪在英國西北外海沉沒之後，也造成了當年法國布列塔尼過冬的群體從450對降低至50對。
而在2002年11月19日，西班牙加利西亞外海發生一起油輪沉沒事故，並造成77000噸的燃油洩漏至海洋中，造成11.5萬至25萬隻海鳥死亡。其中有16.7％死亡個體是刀嘴海雀，且死亡的性別比是1：1.6，即雌性占多數，且死亡的大多都是一年齡的亞成鳥（占88.7％）。
因其部分棲地較為偏遠，可能在北美棲地比較不易受到環境開發的影響，但緬因州的島嶼仍有遭到開發的問題。蘇格蘭地方在沿岸的潮汐發電渦輪機被認為會對刀嘴海雀產生不良的影響。而離岸的風力發電機對其所造成的可能影響則研究結果不一。牠們也對暫時性的干擾相當敏感：在紐芬蘭島，觀光船的存在也常常驚擾正在社交活動或保護群體安全的刀嘴海雀；而研究人員的靠近有時也難免使其大群飛離而使其巢穴暫時沒有保護。

### 入侵物種
某些入侵種如老鼠及美洲水鼬等哺乳動物已經被證實會對其造成威脅。老鼠目前已經被證實會導致英國曼島的刀嘴海雀群體繁殖能力下降；而褐鼠自1990年代起入侵蘇格蘭坎納島後則被發現會啃食海雀的蛋。而美洲水貂在芬蘭西南部被引入後，刀嘴海雀的數量下降了60％。而貓及刺蝟也被認為可能會對其鳥蛋及雛鳥造成負面影響。

### 寄生動物
目前所記錄到的內部寄生動物包含9種以軟體動物、魚類和腹足類為中間宿主的吸蟲，居住在消化道中的3種以魚類和甲殼類為中間宿主的絛蟲跟5種線蟲，2種細菌，1種藻類及一種病毒。而外部寄生動物則有2種蜱蟎亞綱成員（硬蜱及異羽蟎）以及4種昆蟲。

## 保護情況

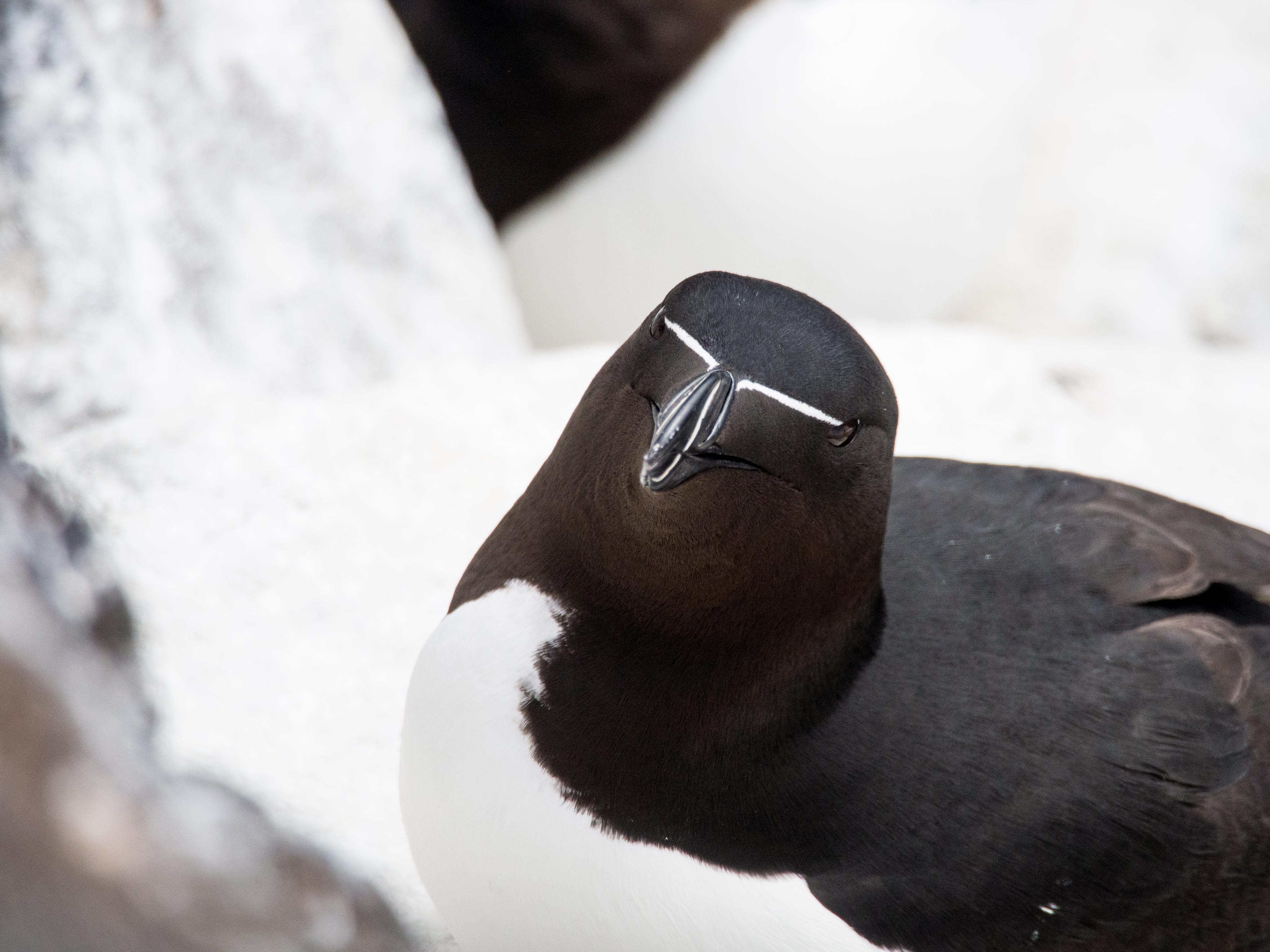
刀嘴海雀的正面

### 總體數量的變化
因其常與其他物種混居的習性，其數量相當不易估計。但大致上就跟大部分其他海雀一樣，刀嘴海雀的數量自20世紀上半葉就有所下降，並持續下降到約1960年代末才趨於穩定。:704
1969—1970年的估計中給出了全球至少有14.4萬對的數字。全球的數量在1996年的估計中約有70萬對繁殖個體（30萬至120萬對）。:7111960—1980年代初，法羅群島的數量可能減少了60—75％。:7112021年的調查過程中，預計約有125.7萬至249萬隻，而最終的數字是76.3萬隻（約在51.9萬至107萬之間）。

### 保育情形
《1918年候鳥協定法案》實施以來，其不少在大西洋西側的重要棲息地已被列入聯邦侯鳥保護區（Federal Migratory Bird Sanctuaries）及各種省級生態保護區。自1992年開始實施部分禁漁令以來，刀嘴海雀遭漁網纏繞的回報數也有所下降。而一般漁業並不針對其最為偏好的食物（毛鱗魚及玉筋魚）捕撈，且大型油汙染的發生次數有所降低，故其數量在美國及加拿大一側自1990年以來有所上升。在大西洋東側，蘇格蘭坎納島上的褐鼠自2006年起被根除後，刀嘴海雀的數量便有所回復。而同樣的情形在芬蘭西南部移除美洲水貂後，其繁殖部落也重新出現。而在英國澤西島上，正在徵求當地居民意見決定是否築牆以保護海雀不受老鼠、貓或雪貂等外來物種的侵害。
牠們曾在2015—2018年間在《國際自然保護聯盟瀕危物種紅色名錄》內被劃為近危物種過。後由於在2018年的評估中，發現冰島的物種數量下降情形僅在約每三代下降25—29％之間，其他歐洲國家近期不減反增，而北美洲的個體則未見有下降的情形等因素影響，除了冰島可能不再佔據擁有最多刀嘴海雀的地位之外，並不符合易危物種是三代內減少30％以上人口的標準內，因此2018年起被劃為無危物種。
- 《非歐亞遷移性水鳥協定》附錄二列表物種[50][51]
- 《北歐西部地區海鳥行動計劃》（Action plan for seabirds in Western-Nordic areas）保護物種[14][52]
- 欧洲联盟委员会《鳥類指令（英语：Birds Directive）》遷徙物種[53]
- 《受保護鳥類名單》（Birds of Conservation Concern）黃色名單物種（Amber list）[54]

## 與人類的關係
纽芬兰岛的獵人們將刀嘴海雀稱為「tinkers」（「thinkers」的當地發音），因為牠們求偶時將鳥喙朝天，就像是在思考一樣。

## 外部連結
- 维基共享资源上的相關多媒體資源：刀嘴海雀
- 維基物種上的相關：刀嘴海雀
- VIREO上刀嘴海雀的圖片
- Xeno-canto上的刀嘴海雀叫聲 （页面存档备份，存于）
- 刀嘴海雀的水下泳姿 （页面存档备份，存于）
- 刀嘴海雀的生態紀錄及威脅 （页面存档备份，存于）